# Tabaco
Tabaco est une ville de la province d'Albay, aux Philippines.
Sa population est de 125 083 habitants au recensement de 2010 sur une superficie de 117 km2, subdivisée en 47 barangays, dont 5 situés sur l'île de San Miguel, la plus occidentale des quatre grandes îles du golfe de Lagonoy.